# GeoPort
GeoPort war eine serielle Schnittstelle, die man an einigen Modellen der Apple-Macintosh-Computern finden konnte. Der GeoPort änderte die eigentliche Definition der bisherigen seriellen Schnittstellen des Macs und fügte einen noch schnelleren Direct Memory Access (DMA)-Kanal hinzu, der es beispielsweise der internen Soundkarte erlaubte, andere Geräte, wie beispielsweise ein Modem oder ein Faxgerät zu emulieren. Apple verbaute den GeoPort in vielen 68k-Macs und einigen Power-Macintosh-Computern, bevor USB-Anschlüsse integriert worden sind. Die GeoPort-Technologie gilt mittlerweile als überholt und wurde eingestellt.